# Qalāyen
Qalāyen (persiska: قلاین) är en ort i Iran.   Den ligger i provinsen Kermanshah, i den nordvästra delen av landet, 400 km väster om huvudstaden Teheran. Qalāyen ligger 1 409 meter över havet och antalet invånare är 211.
Terrängen runt Qalāyen är lite bergig. Runt Qalāyen är det ganska tätbefolkat, med 172 invånare per kvadratkilometer. Närmaste större samhälle är Ravānsar, 6,1 km väster om Qalāyen. Omgivningarna runt Qalāyen är i huvudsak ett öppet busklandskap.